# Благовјештанска саборна црква
Благовјештанска саборна црква (рус. Благовещенский собор) је руска православна црква посвећена Благовештењу Богородице. Налази се на југозападној страни Катедралног трга Московског кремља у Русији, где се директно повезује са главном зградом комплекса Велике кремаљске палате, у непосредној близини Палате фасета. Првобитно је била лична капела за московске цареве, а њен игуман је остао лични исповедник руске краљевске породице до почетка 20. века. Сада такође служи као део музеја московског кремља.

## Историја
Благовјештанску саборну цркву су саградили псковски архитекти 1484—1489. у оквиру планова Ивана III Васиљевича за обнову московског кремља. Изграђена је на месту старије истоимене катедрале из 14. века, која је обновљена 1416. Ова старија катедрала је заузврат заменила претходну дрвену цркву из 13. века која је била жртва честих пожара у Кремљу.
Грађевински радови започели су употребу постојећих темеља 1484, а завршени су августа 1489. Одређени број икона почетком 15. века су поново коришћене у новој згради. Због близине палате, Иван III Васиљевич је цркву изабрао за своју личну капелу, а изграђено је и степениште које цркву повезује директно са његовим личним одајама у палати. У почетку је данашња Благовјештанска саборна црква имала само три куполе. Након што је тешко оштећена у пожару 1547, тадашњи велики кнез и (први руски владар) Иван IV Грозни започео је рестаурацију цркве која је завршена 1564. На западној страни су додате две куполе. Зграда је са три стране била окружена преградама, а над лучним изграђене су четири бочне капеле са једном куполом, тако да је катедрала сада садржи укупно девет купола. Године 1572. добила је додатно степениште на својој јужној фасади, касније названо Грозненски, названо по Ивану Грозном.
Много црквеног блага изгубљено је током окупације Москве од стране војски државне заједнице Пољске и Литваније 1612. на крају смутног времена. Оштећен је и великим пожаром у Кремљу 1737. Током Наполеонове инвазије 1812, црква је коришћена као касарна и углавном је опљачкана. Обновљена је 1815—1820. Током руске револуције, црква је оштећена током борби. После ју је затворио бољшевички режим. Током 1950-их, заједно са осталим „преживелим” црквама у московском кремљу, сачувана је као музеј. После 1992. повремене верске службе су настављене, укључујући и службу на празник Благовести, коју је обављао патријарх московски. Зграда цркве је обновљена 2009.
Од времена крунисања Ивана Грозног, чланови краљевске породице су се венчали у њој и тамо крстили своју децу. Чак и након пресељења главног града у Санкт Петербург, Благовјештанска саборна црква је остала једна од најважнијих цркава у Русији.

## Архитектура
У поређењу са друге две главне цркве у Кремљу, Благовјештанска саборна црква нешто је мање димензије. Такође је изграђена у традиционалнијем стилу, јер су је изградили локални архитекти из Пскова, а не италијански архитекти емигранти. Најупечатљивија карактеристика је девет златних купола и кров са богатим украсом кокошника у огивном облику.
Изграђена је од опеке, са фасадама од белог кречњака које су украшене. На источној и јужној страни зграде налазе се улази у цркву, уз израду решетки под утицајем италијанске ренесансне архитектуре. Бронзана врата су украшена златном фолијом. Туристи улазе у цркву источним степеништем, док је јужно степениште Иван Грозни додао 1570.
Унутрашњост цркве се састоји од централног простора за молитву и неколико околних галерија, са додацима бочних олтара у 16. веку. Северни (окренут ка Палати фасета) је први галеријски простор. Садржи познате иконе Едеса, која се приписује славном руском иконописцу Симону Ушакову. Галерија је одвојена вратима од главне просторије, коју су у 16. веку створили италијански архитекти користећи упечатљиву азурно плаву боју са позлаћеним цветним орнаментима. Крила врата украшена су фигурама древних песника и филозофа (укључујући Диогена, Еурипида, Платона и Хомера).
Главни свод цркве има велики иконостас, који укључује иконе 14—17. века, међу којима су оне које су насликали Андреј Рубљов, Теофан Грк и Прохор и из 19. век, посебно на средњим слојевима. Пети (најнижи) ред простире се сребрним вратима, иза којих је старо степениште у цареве личне одаје.
У целој унутрашњости налазе се фрагменти фрески које су сликали Теодосије (1508) и други (друга половина 16, 17. и 19. века). Ту спадају разне библијске теме, херојске фигуре међу осталим руски принчеви и велике војводе.
Такође је упечатљив олтарски део пода, који се састоји од листова ахатног жуто-црвеног јасписа, који је донесен из катедрале у Ростову у 16. веку.
Иза олтара (где се некада налазила сакристија) 1894. је откривен велики сребрни кивот који садржи остатке око 50 светаца из различитих места на Средњем истоку.
- Пример мурала који украшавају плафон цркве.